# بتی استاکفلد
بتی استاکفلد (انگلیسی: Betty Stockfeld؛ ‏ ۱۵ ژانویهٔ ۱۹۰۵ – ۲۷ ژانویهٔ ۱۹۶۶) بازیگر اهل استرالیا بود.
از فیلم‌هایی که وی در آن نقش داشته‌است، می‌توان به نبرد، فلایینگ فورترس و شهر ترانه اشاره کرد.